# Архарлы (Жамбылский район)
Архарлы (каз. Арқарлы) — село в Жамбылском районе Алматинской области Казахстана. Входит в состав Актерекского сельского округа. Код КАТО — 194239200.

## Население
В 1999 году население села составляло 281 человек (143 мужчины и 138 женщин). По данным переписи 2009 года, в селе проживало 286 человек (152 мужчины и 134 женщины).